# Konsekvens (logik)
En konsekvens är en slutsats, dragen med stöd av en eller flera premisser. I ett formellt system sägs ett påstående vara en satslogisk konsekvens av ett antal premisser, om och endast om det tautologt impliceras av dessa.
I ett formellt system är ett uttryck A, en syntaktisk konsekvens av en mängd premisser om och endast om det finns en härledning av A från premissmängden.
I ett formellt språk P är ett uttryck B, en semantisk konsekvens av ett antal formler Γ, om och endast om det inte finns någon tolkning av P, sådan att varje formel i Γ är sann och B falsk. En tolkning av ett formellt språk är en tilldelning av betydelser till dess symboler och formler.  